# Johnson le mangeur-de-foie
John Johnson, plus connu sous le nom de Johnson le mangeur-de-foie (Liver-Eating Johnson en anglais), ou le tueur de Corbeaux (Dapiek Absaroka en amérindien), né en 1824, mort le 21 janvier 1900, était un mountain man de l'Ouest américain. Le film Jeremiah Johnson réalisé par Sydney Pollack en 1972 est directement inspiré de sa vie.

## L'homme des montagnes
John Johnson naît en 1824 au New Jersey sous le nom de John Garrison. Il s'engage dans la marine américaine en 1846 durant la guerre américano-mexicaine. Après avoir frappé un officier, il déserte et change son nom pour John Johnson. Il part s'établir dans l'ouest et devient trappeur-chasseur dans le Wyoming. Il apprend également le métier de woodhawk[Quoi ?] et fournit du bois débité aux bateaux à vapeur circulant sur les rivières et fleuves de la région. Johnson est décrit comme étant un homme de forte corpulence, mesurant à peu près 1,80 m et pesant plus de 90 kg.
En 1847, sa femme, une Amérindienne de la tribu des Têtes-Plates, est assassinée par des indiens de la tribu des Corbeaux. Johnson s'engage alors dans une guerre personnelle contre les Corbeaux qui durera une vingtaine d'années. La légende dit qu'il découpait et mangeait le foie de chaque Corbeau tué, mais il est également possible que cela ne soit arrivé qu'une seule fois. Johnson aurait fait perdurer la légende afin de semer la peur chez les Corbeaux. Dans les croyances indiennes, manger le foie d'une victime est une façon symbolique d'achever une vengeance. Dans la vallée et parmi les autres hommes des montagnes, il fut bientôt surnommé Johnson le mangeur-de-foie.
Selon certains témoignages, Johnson fut un jour attaqué par un groupe de guerriers Pieds-Noirs alors qu'il se rendait en visite chez les Têtes-Plates. Les Pieds-Noirs comptaient le capturer vivant puis le vendre à prix d'or aux Corbeaux. Lors de l'embuscade, les Pieds-Noirs s'emparèrent de lui puis le dévêtirent jusqu'à la taille, l'attachèrent avec des lanières en cuir et le séquestrèrent dans un tipi. Johnson parvint à ronger ses liens et réussit à se libérer. Il assomma le jeune Pied-Noir qui assurait la garde, lui prit son couteau, le scalpa, lui découpa une jambe qu'il emporta et s'enfuit dans la forêt. Lors de sa fuite, il survécut en se nourrissant de la chair de la jambe du Pied-Noir. Après un voyage de plus de trois cents kilomètres, Johnson arriva, plus mort que vivant, au cabanon de Del Gue, son associé trappeur.
Finalement, Johnson fit la paix avec les Corbeaux, qui devinrent ses frères, ce qui mit un terme à une vendetta personnelle qui durait depuis vingt-cinq ans. Cependant, l'Ouest américain restait encore un territoire très violent, en particulier lors de la guerre des Plaines dans les années 1860. De nombreux Amérindiens de différentes tribus, principalement des Sioux et des Pieds-Noirs mais pas seulement, affronteront durant plusieurs années le Dapiek Absaroka, ainsi que les mountain men qui l'avaient rejoint.

## Retour dans les plaines
En 1864, Johnson arrive à Saint-Louis dans le Missouri et s'engage dans l'Armée de l'Union, dans le 2e régiment de cavalerie du Colorado. L'année suivante il est déchargé de sa fonction avec les honneurs. Durant les années 1880 il devient shérif adjoint de Coulson dans le Montana et marshal de la ville de Red Lodge. 
En décembre 1899, il est admis à l'hôpital militaire pour vétérans de Sawtelle (aujourd'hui partie de Los Angeles) et meurt le 21 janvier 1900 à l'âge de 76 ans. Il est alors enterré au cimetière national de Sawtell (aujourd'hui cimetière national de Los Angeles). Au début des années 1980, son corps est exhumé et inhumé à Cody dans le Wyoming.

## Source
- (en) Cet article est partiellement ou en totalité issu de l’article de Wikipédia en anglais intitulé « Liver-Eating Johnson » (voir la liste des auteurs).

## Filmographie
- Jeremiah Johnson, film de 1972 traitant d'une partie de la  vie de John Johnson.

## Adaptation en BD
- Jeremiah Johnson. Chapitre I / scénario, Fred Duval & Jean-Pierre Pécau ; dessin, Jack Jadson ; couleurs, Nuria Sayago. - Toulon ; Paris : Soleil, DL 2020. -  (ISBN 978-2-302-08305-9)